# Roman Wladimirowitsch Starowoit

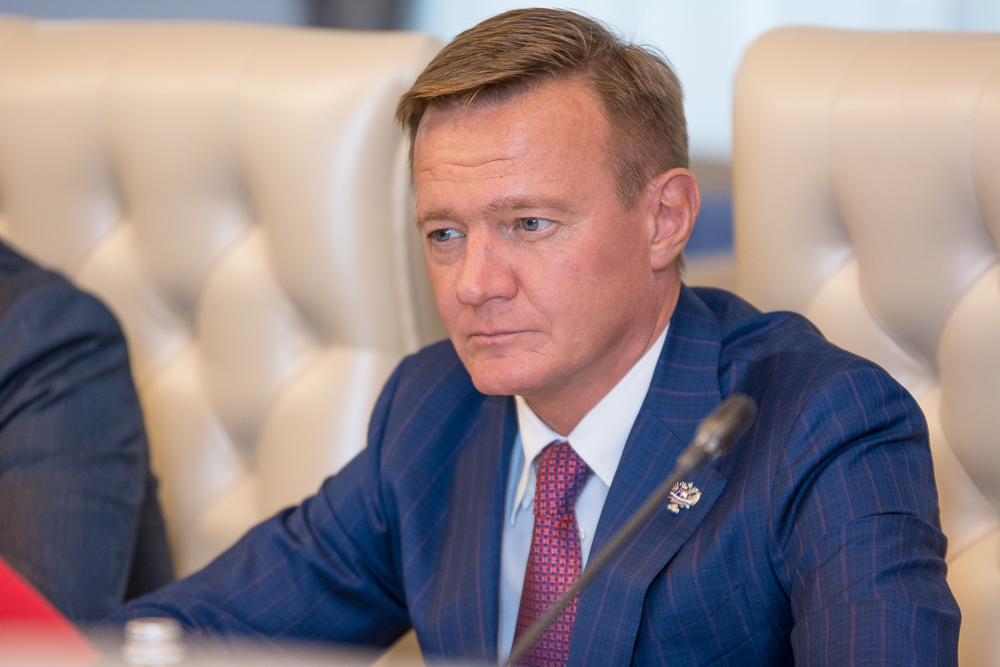
Roman Starowoit (2018)

Roman Wladimirowitsch Starowoit (russisch Роман Владимирович Старовойт; * 20. Januar 1972 in Kursk; † 7. Juli 2025 in Odinzowo, Oblast Moskau) war ein russischer Politiker und von Mai 2024 bis kurz vor seinem Tod – angeblich durch Suizid –Verkehrsminister der Russischen Föderation im Kabinett Mischustin II.

## Leben und Wirken

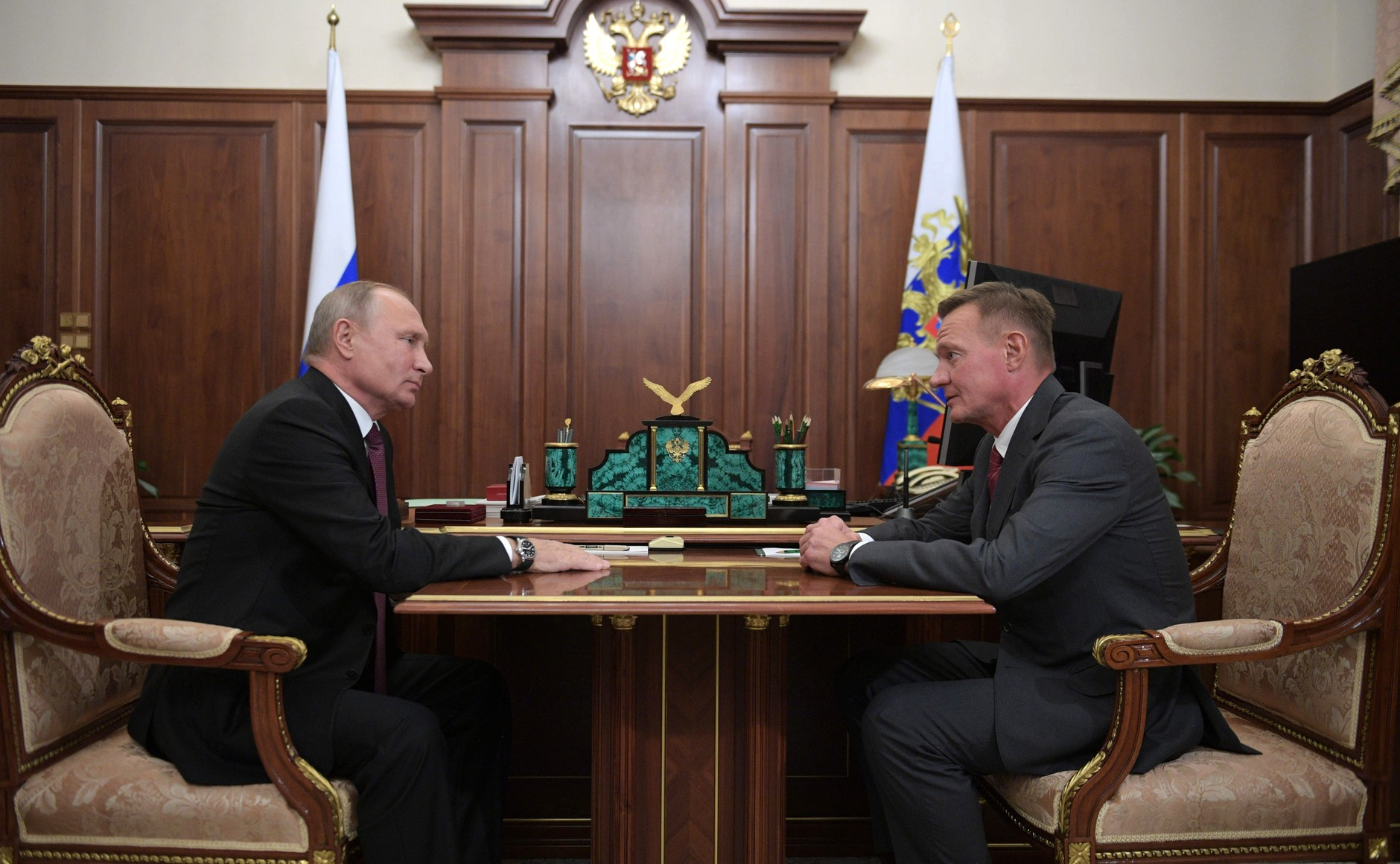
Mit Wladimir Putin (2018)

Starowoit wurde in Kursk geboren und wuchs in Sosnowy Bor auf.
Seine berufliche Laufbahn begann er als Geschäftsführer einer Investmentagentur, leitete später ein Bauunternehmen und arbeitete in verschiedenen Positionen in der Verwaltung der Stadt Sankt Petersburg. Dort war er unter anderem für die Ansiedlung von Autofabriken (Toyota, Nissan, Suzuki) zuständig.
Er leitete ab 2012 die Föderale Straßenagentur Rosawtodor und wurde 2018 stellvertretender Verkehrsminister. Als Leiter von Rosawtodor überwachte er unter anderem die Einführung eines Mautsystems für Lastkraftwagen, das Lastwagenfahrern heftig kritisierten, und war am Bau der Krim-Brücke beteiligt. Seine Hauptaufgabe war, das Straßennetz in Sotschi auf die Olympischen Winterspiele 2014 vorzubereiten.
Im Oktober 2018 wurde er nach dem Rücktritt von Alexander Nikolajewitsch Michailow zum kommissarischen Gouverneur der Oblast Kursk ernannt. Er erhielt bei der Gouverneurswahl 2019 81,07 % der Stimmen und trat das Amt offiziell an.
Am 14. Mai 2024 ernannte Präsident Putin ihn zum Verkehrsminister Russlands. Aus dieser Position wurde Starowoit Anfang Juli 2025 entlassen. Der Kreml betonte, dass der Entlassungsgrund nicht mangelndes Vertrauen sei; weitere Begründungen wurden nicht genannt. Allerdings hatte Kommersant von Ermittlungen gegen ihn berichtet, wegen angeblicher Unterschlagung von Geldern für Befestigungsanlagen während seiner Amtszeit in der Oblast Kursk.
Die Ermittlungen nach einem Schuldigen waren gestartet worden, nachdem ukrainische Truppen im August 2024 ohne größeren Widerstand Teile der Oblast Kursk eingenommen hatten, obwohl der russische Staat mit Beginn seines Angriffskriegs gegen die Ukraine umgerechnet über 250 Millionen Dollar für den Bau von Verteidigungsanlagen bereitgestellt hatte. Mehrere Personen, darunter Alexei Smirnow (Starowoits Nachfolger im Amt des Gouverneurs von Kursk) waren daraufhin festgenommen worden. Sie räumten ein, dass die für die Verteidigung bestimmten Mittel teils veruntreut worden waren.
Starowoit war als Mitglied von Einiges Russland ein linientreuer Politiker, der in der russischen Regierung zahlreiche Positionen ausübte. Er erhielt für seine Arbeit mehrfach hohe Orden und war Wirklicher Staatsrat 1. Klasse der Russischen Föderation.
Als Leiter von Rosawtodor überwachte er unter anderem die Einführung eines Mautsystems für Lastkraftwagen, das heftige Kritik von Lastwagenfahrern einbrachte, und war am Bau der Krim-Brücke beteiligt. Seine Hauptaufgabe war, das Straßennetz in Sotschi auf die Olympischen Winterspiele 2014 vorzubereiten.
Er war u. a. von der Ukraine, den USA, Australien, Neuseeland und Großbritannien sanktioniert.
Putin ernannte Andrej Nikitin (45), bis dato stellvertretender Transportminister, zu Starowoits Nachfolger.

## Persönliches
Am 7. Juli 2025 wurde er tot in einem Gebüsch in Odinzowo aufgefunden. Nur wenige Stunden zuvor war er von Wladimir Putin als Verkehrsminister entlassen worden. Nach russischen Medien erschoss sich Starowoit am Malewitsch-Park mit einer Pistole, mit der er 2023 für seine beruflichen Verdienste geehrt worden war. Seine Freundin, Absolventin der Medizinischen Universität Kursk, identifizierte ihn. Seit 2021 war er von seiner Frau, mit der er zwei Kinder hatte, geschieden. Er wurde 53 Jahre alt.
Starowoit war der erste russische Minister, der sich mutmaßlich das Leben nahm, seit Boris Pugo 1991.